# Літні Паралімпійські ігри 2004
Літні Паралімпійські ігри 2004 проходили в місті Афіни, Греція, з 17 по 28 вересня. Яскравим їх завершенням став виступ китайської команди танцюристів з порушення слуху на чолі із Тай Ліхуа.

## Медальний залік
Фінальний залік 10 перших команд:
| Загальна кількість медалей |                 |        |        |        |        |
| Місце                      | Країна          | Золото | Срібло | Бронза | Всього |
| 1                          | Китай           | 63     | 46     | 32     | 141    |
| 2                          | Велика Британія | 35     | 30     | 29     | 94     |
| 3                          | Канада          | 28     | 19     | 25     | 72     |
| 4                          | США             | 27     | 22     | 39     | 88     |
| 5                          | Австралія       | 26     | 38     | 36     | 100    |
| 6                          | Україна         | 24     | 12     | 19     | 55     |
| 7                          | Іспанія         | 20     | 27     | 24     | 71     |
| 8                          | Німеччина       | 19     | 28     | 32     | 79     |
| 9                          | Франція         | 18     | 26     | 30     | 74     |
| 10                         | Японія          | 17     | 15     | 20     | 52     |

## Талісман
Талісманом ХІІ Літніх Паралімпійських ігор став морський коник Протос (Proteas). Автором є художник-дизайнер Спірос Гогос (англ. Spyros Gogos). Талісман символізує натхнення, силу, прагнення і урочистість, а грецьке слово протос означає перший в чому-небудь, відмінний.

## Види спорту

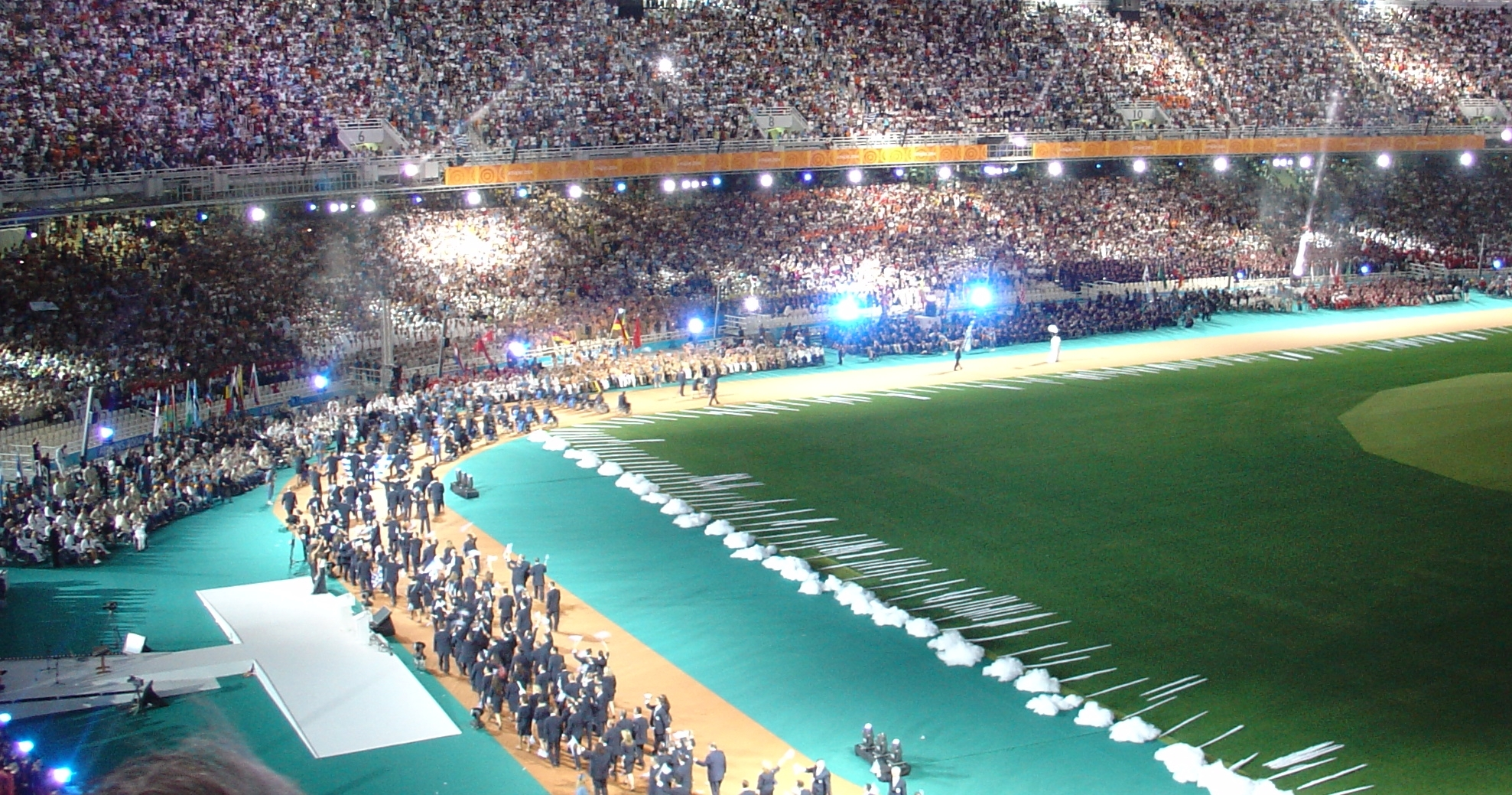
Церемонія відкриття

Паралімпійські ігри 2004 року включали в себе 19 видів спорту. Вперше були включені футбол для команд з 5 сліпих, волейбол для сидячих жінок та теніс для інвалідів-колясочників. 

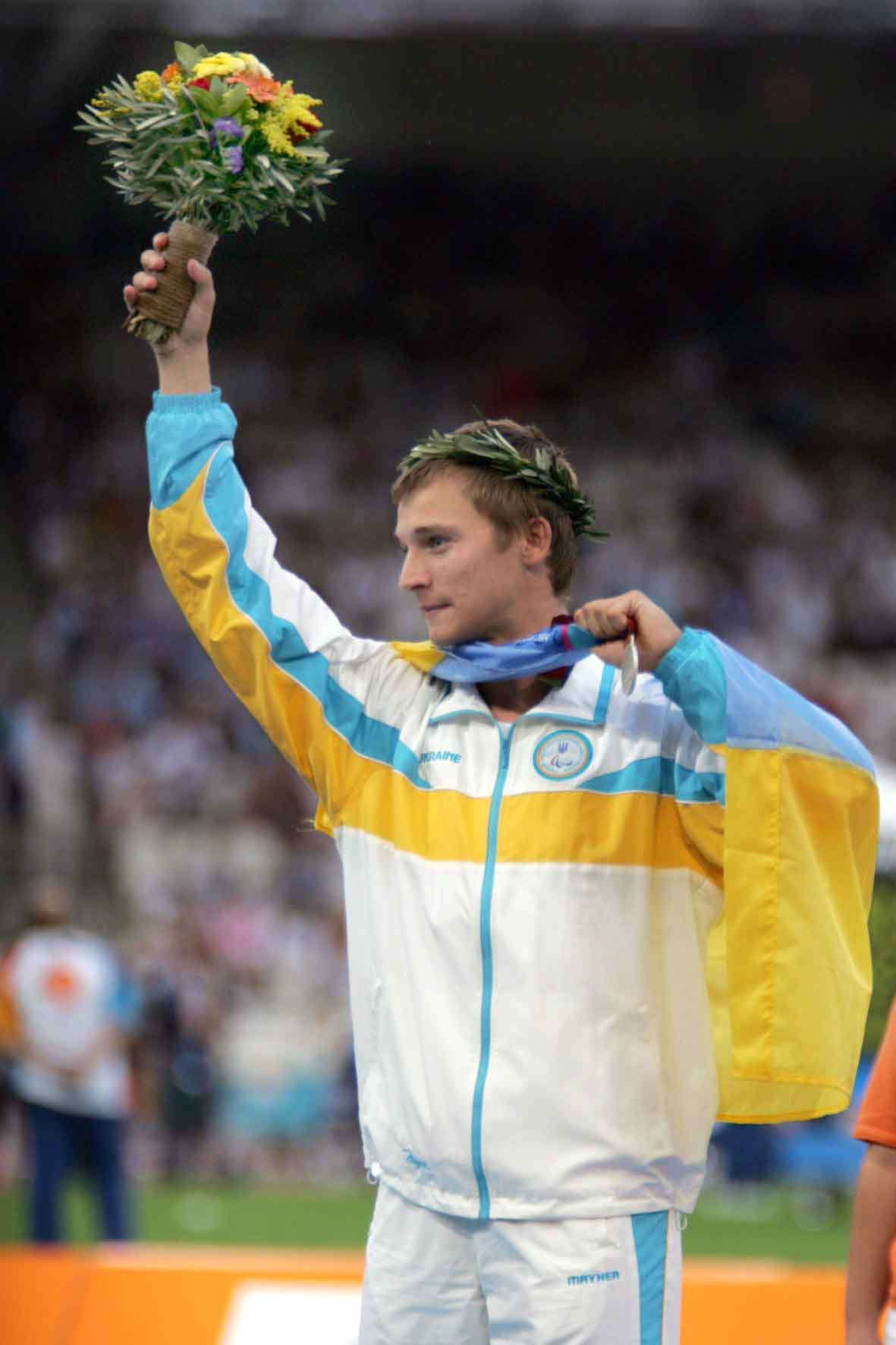
Український атлет-чемпіон Андрій Жилцов

Повний список представлених видів спорту (в дужках посилання на докладний опис подій олімпіади у цьому виді спорту по-англійськи) :
- Стрільба з лука (на Паралімпіаді[en])
- Легка атлетика (на Паралімпіаді[en])
- Бочча[en] (на Паралімпіаді[en])
- Велосипедний спорт (на Паралімпіаді[en])
- Кінний спорт (на Паралімпіаді[en])
- Футзал:
  - на Паралімпіаді (5 на 5)[en]
  - на Паралімпіаді (7 на 7)[en]
- Голбол (на Паралімпіаді[en])
- Дзюдо (на Паралімпіаді[en])
- Пауерліфтинг (на Паралімпіаді[en])
- Вітрильний спорт (на Паралімпіаді[en])
- Спортивна стрільба (на Паралімпіаді[en])
- Плавання (на Паралімпіаді[en])
- Настільний теніс (на Паралімпіаді[en])
- Волейбол для сидячих (на Паралімпіаді[en])
- Баскетбол (на Паралімпіаді[en])
- Фехтування (на Паралімпіаді[en])
- Регбі (на Паралімпіаді[en])
- Теніс (на Паралімпіаді[en])

 Примітка ' '. Тут наведено список загальних видів спорту, а не дисциплін, за якими розігрувалися медалі.

## Учасники
| - Афганістан - Алжир - Ангола - Аргентина - Вірменія - Австралія - Австрія - Азербайджан - Бахрейн - Бангладеш - Барбадос - Білорусь - Бельгія - Бенін - Бермуди - Боснія і Герцеговина - Ботсвана - Бразилія - Болгарія - Камбоджа - Канада - Кабо-Верде - Центральноафриканська Республіка - Чилі - Китай - Chinese Taipei - Колумбія - Коста-Рика - Кот-д'Івуар - Хорватія - Куба - Кіпр - Чехія - Данія - Домініканська Республіка - Еквадор - Єгипет - Сальвадор - Естонія - Ефіопія - [[ на літніх Паралімпійських іграх 2004\|]] - Фіджі - Фінляндія - Франція - Німеччина - Гана | - Велика Британія - Греція - Гватемала - Гвінея - Гондурас - Гонконг - Угорщина - Ісландія - Індія - Індонезія - Іран - Ірак - Ірландія - Ізраїль - Італія - Ямайка - Японія - Йорданія - Казахстан - Кенія - Кувейт - Киргизстан - Латвія - Лесото - Лівія - Ліхтенштейн - Литва - Макао - Північна Македонія - Малайзія - Мавританія - Маврикій - Мексика - Молдова - Монголія - Марокко - Намібія - Непал - Нідерланди - Нова Зеландія - Нікарагуа - Нігер - Нігерія - Норвегія - Оман - Пакистан | - Палестина - Панама - Перу - Філіппіни - Польща - Португалія - Пуерто-Рико - Катар - Румунія - Росія - Руанда - Самоа - Саудівська Аравія - Сенегал - Сербія і Чорногорія - Сінгапур - Словаччина - Словенія - ПАР - Південна Корея - Іспанія - Шрі-Ланка - Судан - Суринам - Швеція - Швейцарія - Сирія - Таджикистан - Танзанія - Таїланд - Тонга - Туніс - Туреччина - Туркменістан - Уганда - Україна - Об'єднані Арабські Емірати - США - Уругвай - Узбекистан - Венесуела - В'єтнам - Зімбабве |